# Methemoglobina

Hemina

Methemoglobina, MetHb – utleniona forma hemoglobiny, w której zamiast hemu (zawierającego żelazo na II stopniu utlenienia) obecna jest hemina (zawierająca żelazo na III stopniu utlenienia). Nie ma zdolności odwracalnego przyłączania tlenu i jego transportu w organizmie, co jest charakterystyczne dla hemoglobiny.
Hemoglobina po przyłączeniu cząsteczki tlenu przekształca się w formę utlenowaną, oksyhemoglobinę. Reakcja ta jest odwracalna. Methemoglobina powstaje naturalnie w wyniku autooksydacji oksyhemoglobiny w ilości ok. 3% dziennie. Jest ona przekształcana z powrotem w hemoglobinę w wyniku działania niektórych reduktaz oraz bezpośredniej redukcji przez wewnątrzkomórkowy askorbinian i glutation. W efekcie tych procesów występuje stan równowagi, w którym ilość methemoglobiny w komórce wynosi <1%. Nieprawidłowo wysoki poziom methemoglobiny jest stanem chorobowym o nazwie methemoglobinemia.
Methemoglobina generowana jest intencjonalnie za pomocą azotynów (wziewnie azotyn amylu, a następnie dożylnie azotyn sodowy) w celu leczenia zatruć cyjanowodorem i cyjankami. W zatruciach tych dochodzi do dezaktywacji cytochromu c przez jon cyjankowy CN−
. Methemoglobina wiąże jon cyjankowy silniej niż cytochrom c, chroniąc go przed unieczynnieniem. Produktem tej reakcji jest cyjanomethemoglobina. W celu odtworzenia hemoglobiny podaje się dożylnie tiosiarczan sodu. Pod jego wpływem cyjanomethemoglobina przekształca się w hemoglobinę, a produktem ubocznym jest jon rodankowy, SCN−
, usuwany przez nerki.